# 장효근 일기
장효근 일기는 대한민국 충청남도 천안시 동남구 독립기념관에 있는, 독립운동가이자 언론인인 장효근(1867~1946)이 1916년부터 1945년 해방을 맞이할 때까지 거의 하루도 빠뜨리지 않고 기록한 한문체의 일기이다. 2018년 5월 8일 대한민국의 국가등록문화재 제714호로 지정되었다.

## 개요
독립운동가이자 언론인인 장효근(1867~1946)이 1916년부터 1945년 해방을 맞이할 때까지 거의 하루도 빠뜨리지 않고 기록한 한문체의 일기이다. 장효근은 제국신문(帝國新聞), 만세보(萬歲報) 등의 창간과 발행을 통해 애국계몽운동에 참여하였고, 3.1운동이 추진되던 1919년 2월 27일 천도교에서 운영하던 인쇄소 보성사(普成社)에서 독립선언서 2만여 매를 인쇄하여 배포한 혐의로 5개월간 옥고를 치렀다. 유족들에 의해 독립기념관에 기증된 그의 일기에는 일제강점기 사회상과 국내외 정세, 독립운동에 대한 사실들이 기록되어 있어 역사적 가치가 높게 평가되고 있다.
정부에서는 고인의 공훈을 기리기 위하여 1990년 대한민국 건국훈장 애족장을 추서하였다.

## 참고 자료
- 장효근 일기 - 국가유산청 국가유산포털